# アンナ・ヤギェロンカ (1476-1503)

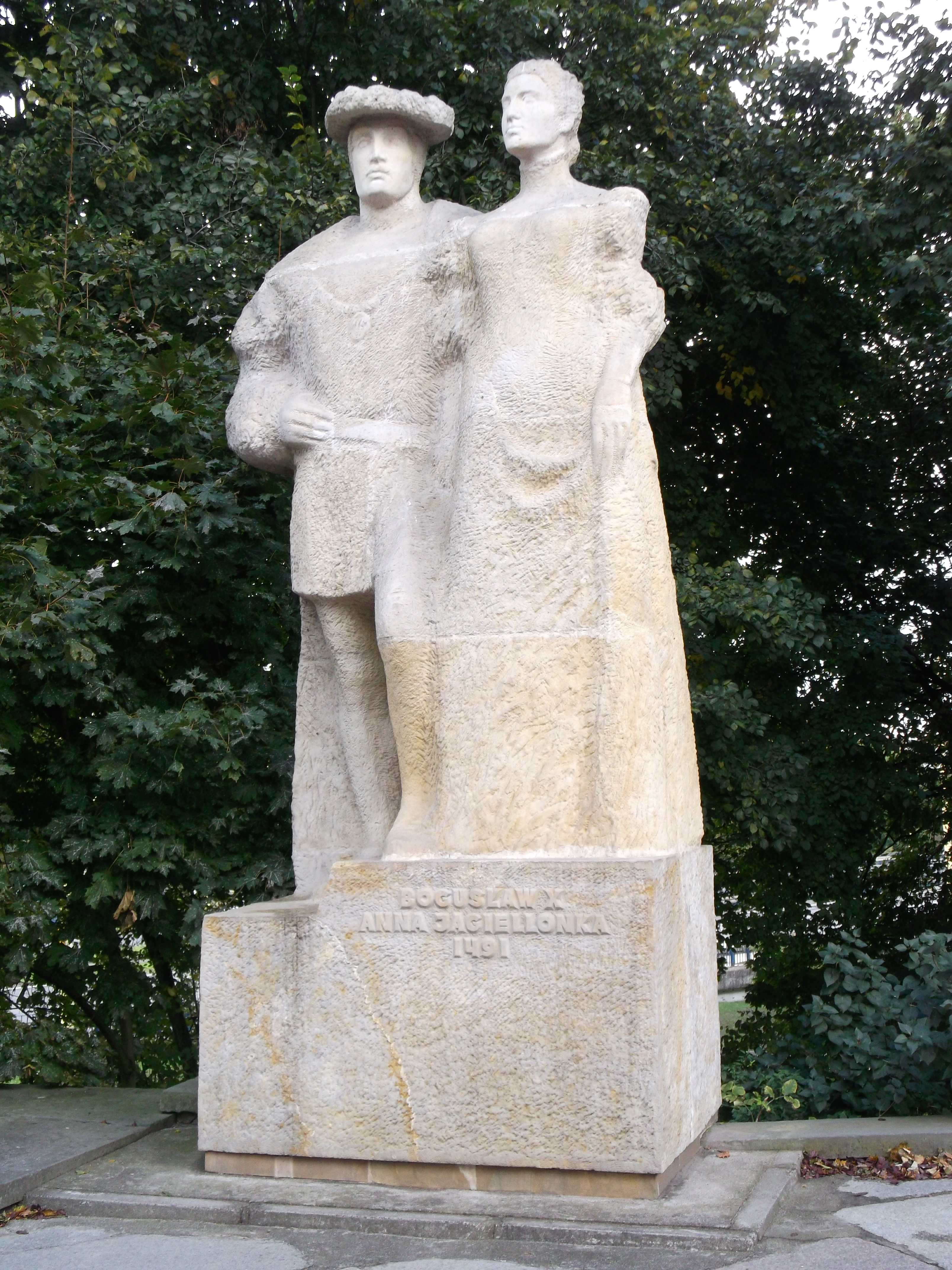
ボギスラフ10世とアンナの像（シュチェチン）

アンナ・ヤギェロンカ（ポーランド語：Anna Jagiellonka, 1476年3月12日 - 1503年8月12日）は、ポメラニア公ボギスラフ10世の妃。
ポーランド王カジミェシュ4世とエリーザベト・フォン・ハプスブルクの五女としてニエシャバで生まれた。

## 生涯
1479年11月から1484年の秋まで、アンナは家族とともにリトアニア大公国に住み、その後両親とともにポーランドとリトアニア各地を旅した。アンナの幼少期や教育に関する資料は確認されていない。
カジミェシュ4世はアンナと皇帝フリードリヒ3世の息子で後継者のオーストリア大公マクシミリアンとの結婚を取りまとめたいと考えていた。1486年の春、ポーランドの使節がケルンに到着し、この提案について話し合い、アンナの肖像画まで見せたが、ハプスブルク家はこの問題に興味を示さなかった。
1489年から1490年にかけて、ヘウム司教ミコワイ・コシチェレツキはアンナとポメラニア公ボギスラフ10世との結婚交渉を開始するためにバルトに到着した。1490年3月7日、フロドナにおいてアダム・ポデヴィルス（ビャウォガルト知事）、ヴェルナー・シューレンブルク（シュチェチン（シュテッティン）知事）、そしてマルタ騎士団代表のベルンハルト・ロートが協定に署名した。同時に、アンナとボギスラフ10世の代理結婚が行われ、ポデヴィルスが式典で代理を務めた。
カジミェシュ4世は持参金として32,000ハンガリー・ズウォティを娘に与え、これはラウエンブルク、レンボルク、ビトゥフの町により保証された。1491年2月1日、ボギスラフ10世は結婚祝いとして花嫁にリューゲンヴァルデ、ビャウォガルトおよびグライフェンベルクを贈った。アンナの持参金の支払いは数十年続いた。1526年5月3日、ジグムント1世はレンボルクとビトウフの譲渡と引き換えにボギスラフ10世の息子たちから総額14,000ズウォティを受け取った。残りの18,000ズウォティはおそらく1533年に支払われた。
アンナは1491年1月15日ごろにウェンチツァに到着し、そこから家族とともにポメラニアへの旅を始めた。2月2日、シュチェチンでアンナとボギスラフ10世の結婚式が行われた。式典は非常に豪華なもので、ポメラニア公妃でボギスワフ10世の母であるゾフィーとボギスラフ10世の義弟であるメクレンブルク公マグヌス2世およびバルタザールが出席した。
結婚式のとき、アンナはまだ14歳であった。アンナはボギスラフ10世の2番目の妃であったが、マルガレーテ・フォン・ブランデンブルク（1489年没）との最初の結婚は波乱も多く、子供がいなかった。ボギスラフ10世にとって、この2度目の結婚はポーランドとのつながりを強化することとなった。ブランデンブルクとの長い対立は、1493年3月26日にピュリッツ（ピジツェ）における条約の署名で終わった。この条約の調停役として、義弟ボギスラフ10世の要請によりポーランド王ヤン1世が参加した。
公爵夫妻は主にシュチェチンに居を構え、ボギスラフ10世は城を改修、拡張した。1496年12月16日、ボギスラフ10世はフランス王シャルル8世との戦いで皇帝マクシミリアン1世を支援するために領地を離れた。その後、ボギスラフ10世は聖地への巡礼に出たが、そこから戻ったのは1498年4月12日であった。不在の間、公領の摂政はカミエン司教ベネディクト・フォン・ヴァルトシュタインと宰相ゲオルグ・クライストがつとめた。しかし、歴史家のフレデリク・パペによれば、アンナもまた文書を携えて統治に参加していたという。
1503年の秋、シュチェチン市民の反乱により、ボギスラフ10世は家族をまずガルツに、その後ウエッカーミュンデ城に移さざるを得なくなり、アンナはそこで末子を出産した。
年代記作家トーマス・カンツォーによると、アンナはウエッカーミュンデに到着した後、病気になった。その理由は、そこの壁が石灰で覆われており、それがアンナの心臓に発作を起こさせたためであるという。現代の歴史家は、年代記作者ヨアヒム・フォン・ヴェーデの記録に基づいて、アンナの本当の死因は肺炎または結核である可能性があると推測した。
アンナは1503年8月12日にウエッカーミュンデで亡くなり、グライフスヴァルトのエルデナ修道院に埋葬された。アンナの埋葬場所には、修道院の廃墟に銘板が置かれた。

## 子女
夫妻の間には8子が生まれた。
- アンナ（1492年 - 1550年） - 1516年6月9日にレグニツァ公イェジ1世と結婚
- ゲオルク1世（1493年 - 1531年） - ポメラニア公
- カジミール（1494年 - 1518年）
- ゾフィー（1498年 - 1568年） - デンマーク王フレゼリク1世と結婚
- エリーザベト（1499年 - 1518年5月27日以前） - クルンミン女子修道院長
- バルニム（1500年4月12日 - 1501年12月2日以前）
- バルニム9世（1501年 - 1573年）
- オットー（1503年8月12日以前 - 1518年以前）